# Echipa națională de fotbal a Rodosului
Echipa națională de fotbal a Rodosului este o echipă de fotbal, care reprezintă insula Rodos la Jocurile Insulelor. Rodos nu este membră FIFA sau UEFA.

## Jucători de seamă
- Michail Manias

## Internaționali selectați în Island Games
| Data         | Locația       |        | Oponent                           | Score |
| ------------ | ------------- | ------ | --------------------------------- | ----- |
| Jun 27, 2011 | Isle of Wight | Rhodos | Jersey                            | 0-2   |
| Jun 26, 2011 | Isle of Wight | Rhodos | Groenlanda                        | 2–1   |
| Jul 3, 2009  | Åland         | Rhodos | Format:Country data Western Isles | 4–0   |
| Jun 30, 2009 | Åland         | Rhodos | Saaremaa                          | 3–0   |
| Jun 29, 2009 | Åland         | Rhodos | Jersey                            | 0–1   |
| Jun 28, 2009 | Åland         | Rhodos | Insula Wight                      | 2–0   |
| Jul 6, 2007  | Rhodes        | Rhodos | Gibraltar                         | 0–4   |
| Jul 4, 2007  | Rhodes        | Rhodos | Format:Country data Western Isles | 1–0   |
| Jul 2, 2007  | Rhodes        | Rhodos | Frøya                             | 3–1   |
| Jun 30, 2007 | Rhodes        | Rhodos | Saaremaa                          | 2–0   |
| Jun 1, 2003  | Guernsey      | Rhodos | Guernsey                          | 1–2   |
| Jun 30, 2003 | Guernsey      | Rhodos | Alderney                          | 5–1   |
| Jun 29, 2003 | Guernsey      | Rhodos | Orkney                            | 6–1   |
| Jul 13, 2001 | Isle of Man   | Rhodos | Gibraltar                         | 0–2   |
| Jul 12, 2001 | Isle of Man   | Rhodos | Isle of Man                       | 3–1   |
| Jul 10, 2001 | Isle of Man   | Rhodos | Insula Wight                      | 1–4   |
| Jul 9, 2001  | Isle of Man   | Rhodos | Groenlanda                        | 2–0   |
| Jul 2, 1999  | Gotland       | Rhodos | Insulele Åland                    | 3–2   |
| Jul 1, 1999  | Gotland       | Rhodos | Groenlanda                        | 2–0   |
| Jun 28, 1999 | Gotland       | Rhodos | Guernsey                          | 0–0   |
| Jun 27, 1999 | Gotland       | Rhodos | Ynys Môn                          | 1–1   |

## Rezultatele turneului Jocurilor Insulelor
| An    | Runda                 | Poziția    | GP | W  | D | L | GS | GA |
| ----- | --------------------- | ---------- | -- | -- | - | - | -- | -- |
| 1999  | Meciul pentru locul 5 | 5-a        | 4  | 2  | 2 | 0 | 6  | 3  |
| 2001  | Meciul pentru locul 5 | 5-a        | 4  | 2  | 0 | 2 | 6  | 7  |
| 2003  | Retras                | Retras     | 2  | 2  | 0 | 0 | 11 | 2  |
| 2007  | Finaliști             | 2-a        | 4  | 3  | 0 | 1 | 6  | 5  |
| 2009  | Meciul pentru locul 5 | 5-a        | 4  | 3  | 0 | 1 | 9  | 1  |
| 2011  |                       | 15-a (DSQ) | 3  | 1  | 0 | 2 | 2  | 6  |
| Total | 6/11                  | 5/6        | 21 | 13 | 2 | 6 | 40 | 24 |

- DSQ = descalificat

## Palmares

### Competiții Non-FIFA
- Jocurile Insulelor

 Vicecampioni (1): 2007